# 備前市営バス

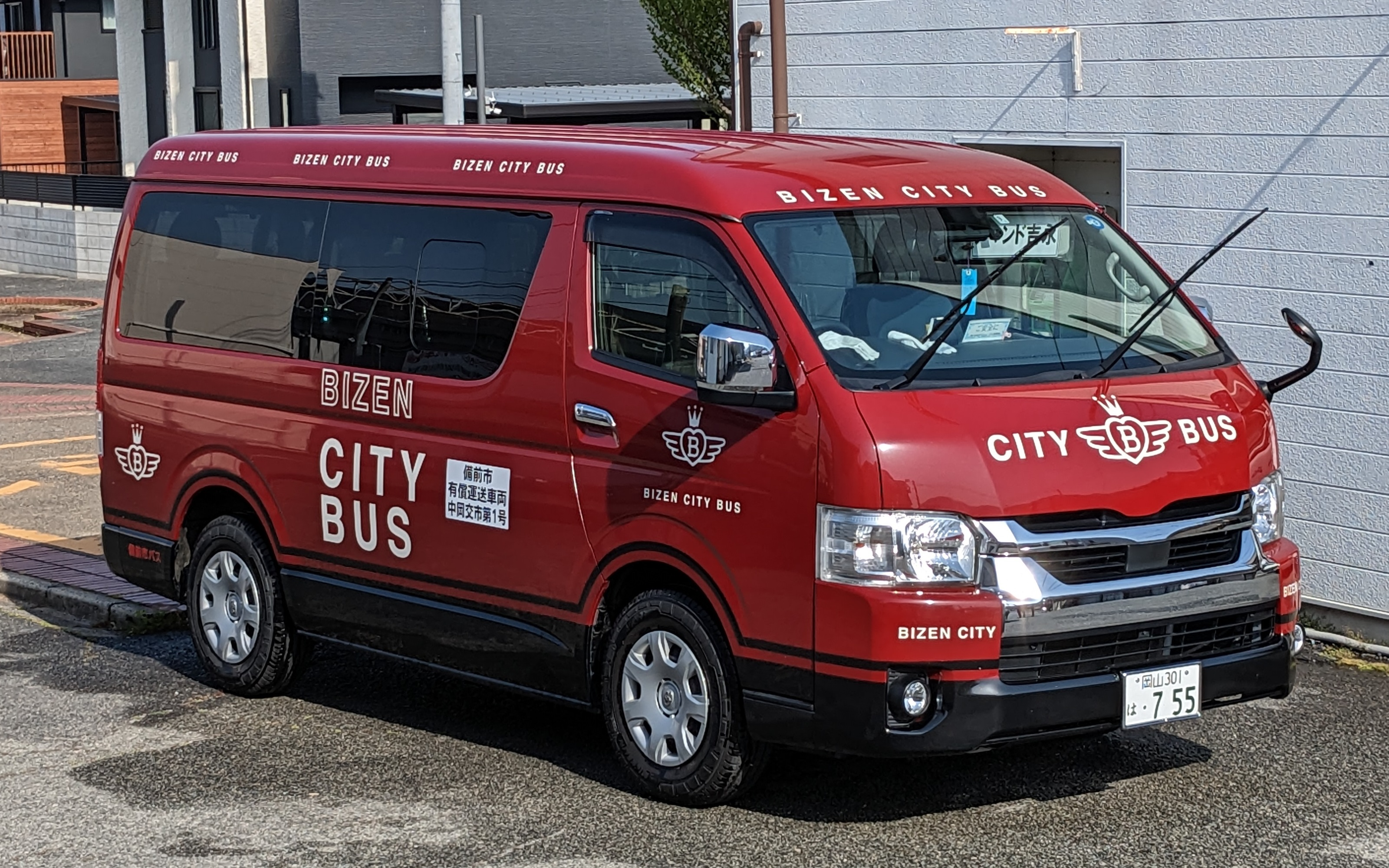
備前市営バス（2023年4月撮影）

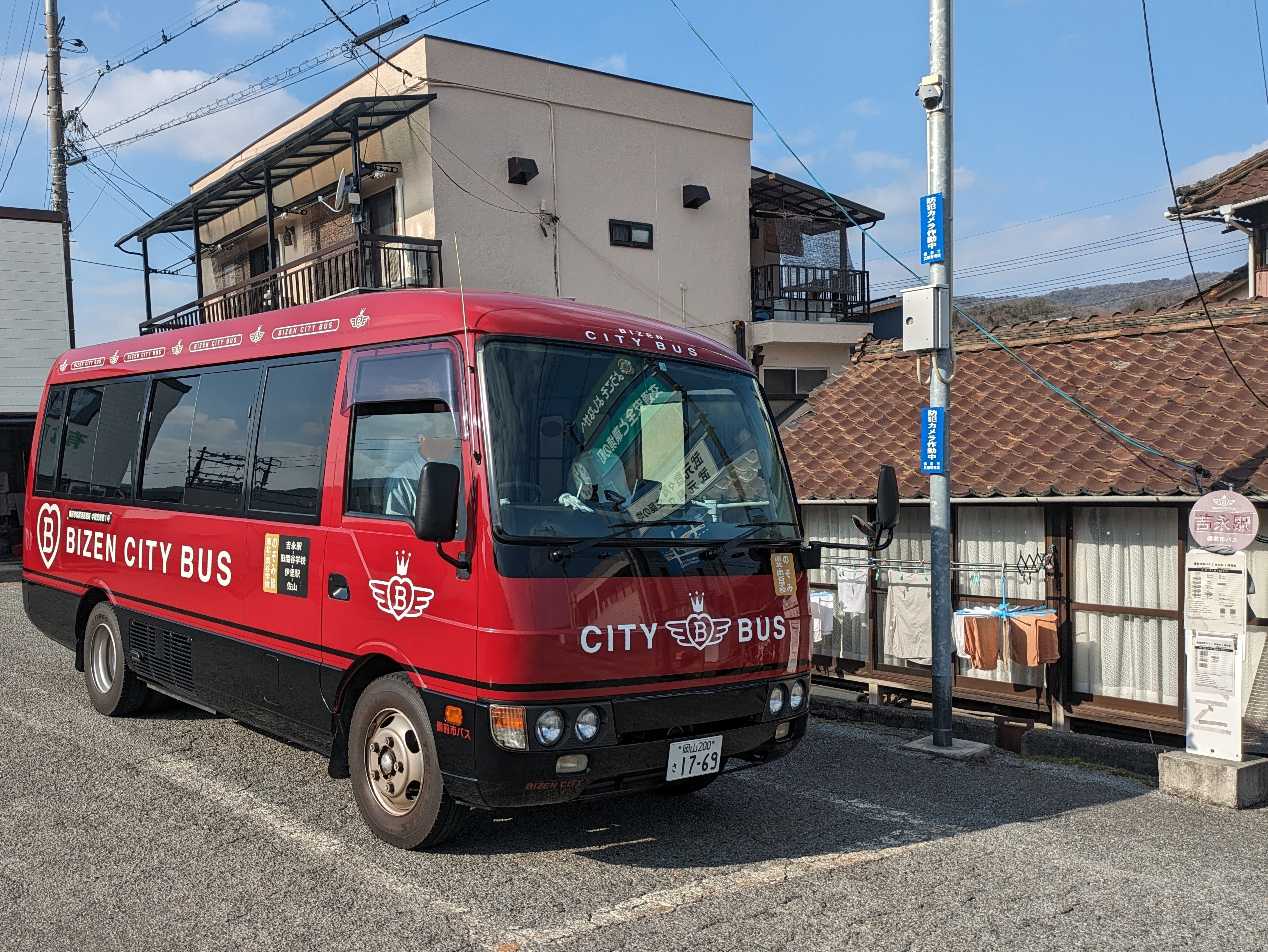
吉永駅前に停車中の備前市営バス南北・閑谷学校のぞみ線

備前市営バス（びぜんしえいバス）は、岡山県備前市が運行・委託している自治体バスである。

## 概要

### 旧吉永町営バス路線
- 元々合併前の吉永町が町営バスとして運行していたものを、合併後の備前市が引き継いだものである。よって、2015年9月末まで路線は旧吉永町域内のみにあった。
- 運賃は1回利用100円均一で、保護者同伴の6歳未満の子供は1人まで無料。
- 日曜・祝祭日及び12月30日-1月4日は運休。
- 市のスクールバスに一般客も混乗する方式を採っており、道路運送法の規定に基づく自家用自動車（白ナンバー車）による有償運送に当たる。
  - 運転業務を2015年9月30日まで日生運輸に委託していた[1]。翌10月1日からは（有）吉永タクシーに委託している。

### 旧日生運輸路線
- 2015年9月末をもって運転業務委託先の日生運輸がバス事業から撤退したため、翌10月1日より日生運輸の備前市内路線も引き継ぐことになり、路線により備前市の直接運行と吉永タクシー・インベタクシー・日生交通への委託とに振り分けられた。詳細は日生運輸の項目を参照。
- 日生運輸(備前片鉄バス)撤退時に、片上 - 和気 - 周匝間が廃止されたが、2019年4月に和気町営バスとの共同運行で片鉄片上 - 和気駅南口間の路線バスを新設。

## 沿革
- 1986年4月30日[2] - 吉永町により町営バスとして運行開始。
- 2005年3月22日 - 吉永町の備前市への合併に伴い、備前市営バスとなる。
- 2006年10月 - 三国東西線の車両を10人乗りワゴン車に置き換え。[3]
- 2007年6月1日 - 市営バスの運賃を100円均一に変更（それまでは和意谷線が最高420円、三国東西線が最高320円の区間制だった）。[3]
- 2009年2月1日 - 和意谷線を牛中 - 飯掛下間延長。[4]
- 2010年4月1日 - 和意谷線を火曜・金曜のみの運行に変更（それまでは月曜～土曜の運行だった）。[1]
- 時期不明 - 和意谷線・三国東西線廃止統合。三国和意谷線誕生。
- 2015年10月1日 - 日生運輸の路線バス事業撤退に伴い、同社から備前片鉄バス路線（赤磐市・和気町が継承）と東備西播定住自立圏圏域バス（2012年に赤穂市が継承、ウエスト神姫に委託）以外の路線を継承。
- 2016年4月 - 頭島線実証実験開始。運行区間は日生(現 日生定期船乗り場前)～漁協頭島支所前。
- 2017年10月1日 - 東鶴山線、福石線、八塔寺線、南北・閑谷学校のぞみ線、頭島線ダイヤ改正。頭島線正式運行開始、運行区間が日生(現 日生定期船乗り場前)～入鹿に延長。
- 2018年5月1日 - 日生線、東鶴山線、三石線、寒河蕃山伊里線、頭島線ダイヤ改正。
- 2018年10月1日 - 日生線、東鶴山線、三石線、寒河蕃山伊里線、南北・閑谷学校のぞみ線、八塔寺線ダイヤ改正。
- 2019年
  - 4月1日 - 片上和気線運行開始。
  - 10月1日 - 日生線、東鶴山線、吉永線、三石線、寒河蕃山伊里線、三国和意谷線、福石線、頭島線ダイヤ改正。
- 2020年10月1日 - 頭島線ダイヤ改正。頭島線の運行区間がコンフォールひなせ～入鹿に延長、五味の市経由便設定。
- 2021年4月1日 - 日生線、東鶴山線、三石線、吉永線、南北・閑谷学校のぞみ線、寒河蕃山伊里線、頭島線、片上和気線ダイヤ改正。

## 路線
多くの路線が片鉄片上を中心に運行されている。
各路線右→左が上り、左→右が下り。
路線カラーは路線図に準拠。

### 旧日生運輸の路線
詳細は日生運輸の項目を参照。
- ■日生線
  - 備前片上駅 - 片鉄片上 - 穂浪橋 - (マルナカ) - 日生定期船乗り場前 - 日生総合支所前 - 日生駅前 - (日生病院前) - 日生運動公園前 - (スワ住宅前 - シーサイドプールひなせ) - 寒河 - 福浦峠
    - 一部便は括弧内の停留所を経由しない。
- ■東鶴山線
  - 備前片上駅 - 片鉄片上 - 運動公園前 - 鶴海港 - 鶴海 - 佐山公民館前 - 青石 - 長船駅
    - 一部便は鶴海港を経由しない。
    - 土・日・祝日の一部便は備前片上駅 - 運動公園前の区間運行。
- ■三石線
  - 片鉄片上 - 備前片上駅 - 伊里中 - 友延 - 蕃山 - 佐那高下 - 八木山 - 三石駅 - 三石
    - 平日上り佐那高下発便は蕃山友延間で山田原・家中を経由し、片鉄片上から備前病院前まで運行。
    - 土・日・祝日は片鉄片上 - 佐那高下の区間運行。

  - 片鉄片上 - 備前片上駅 - 伊里中 - 四軒家 - 八木山 - 三石駅 - 三石
    - 上りの一部便は片鉄片上から備前病院前まで運行。
    - 土・日・祝日運休。

  - マルナカ - 山田原 - 蕃山 - 佐那高下 - 三石駅 - 三石
    - 土・日・祝日運休。

  - 片鉄片上 - 備前片上駅 - 西片上駅 - 備前病院前
    - 一部便は備前病院前 - 備前片上駅の区間運行。
    - 土・日・祝日運休。
- ■吉永線
  - 片鉄片上 - 備前片上駅 - 伊里中 - 閑谷学校 - 吉田橋 - 吉永駅 - 吉田橋 - 吉永病院前
    - 平日の一部便は閑谷学校を経由しない。
    - 日・祝日運休。
- ■福石線
  - 吉永病院前 - 吉田橋 - 吉永駅 - 金谷 - 三石出張所 - 五石上 - 福石下 - 福石上
    - 一部便は五石下・五石上を経由しない。
    - 吉永小学校～木曽、金谷西～畑、土師神根はフリー乗降区間。
    - 土・日・祝日運休。
- ■八塔寺線
  - 吉永病院前 - 吉田橋 - 吉永駅 - 神根センター前 - 大股 - 八塔寺 - 八塔寺ヴィラ前
    - 一部便は吉永駅 - 八塔寺ヴィラ前の区間運行。
    - 土・日・祝日の一部便は吉永病院前 - 八塔寺の区間運行。
- ■南北・閑谷学校のぞみ線
  - 青石 - 佐山公民館前 - 鶴海 - 鶴海港 - マルナカ - 伊里駅 - 友延 - 伊里中 - 閑谷学校 - 吉永病院前 - 吉田橋 - 吉永駅
    - 一部便は坂田、閑谷学校、吉永病院前を通過。
    - 一部便はマルナカ - 吉永駅の区間運行。
    - 一部便は伊里駅 - 吉永駅の区間運行。
- ■寒河蕃山伊里線
  - 片鉄片上 - 備前片上駅 - 伊里中 - 友延 - 山田原 - 蕃山 - 佐那高下 - シーサイドプールひなせ
    - 浜山・浜山西は全便通過。
    - 土・日・祝日運休。
- ■片上和気線
  - 備前片上駅 - 片鉄片上 - 伊部越 - 清水 - 和気駅南
    - 土・日・祝日運休。

### 旧吉永町営バス
- ■三国和意谷線
  - 吉永病院前 - 和意谷 - 樫車庫 - 牛中 - 飯掛下 - 牛中 - 大股 - 東畑 - 滝谷
    - 火・水・金運行。

### 新設路線
- ■頭島線
  - コンフォールひなせ - 湾戸 - 日生定期船乗り場前 ⇄ (※1)→/←(※2) - 日生駅前 - 鹿久居 - 入鹿
    - (※1)下り:（日生定期船乗り場前 →）日生総合支所前 → 楯越山東 → 五味の市（- 日生駅前）
    - (※2)上り:（日生駅前 -）日生総合支所前 → 五味の市 → 楯越山東（→ 日生定期船乗り場前）
    - 一部便は五味の市・楯越山東を経由しない。
    - 一部便は日生定期船乗り場 - 入鹿、日生総合支所前 - 入鹿の区間運行。

### 廃止路線
- 和意谷線
  - 吉永病院前 - 和意谷 - 樫車庫 - 牛中 - 飯掛下
    - 土・日・祝日運休。

  - 三国東西線と統合。
- 三国東西線
  - 飯掛下 - 牛中 - 大股 - 東畑 - 滝谷
    - 火・金運行。

  - 和意谷線と統合。

## 車両

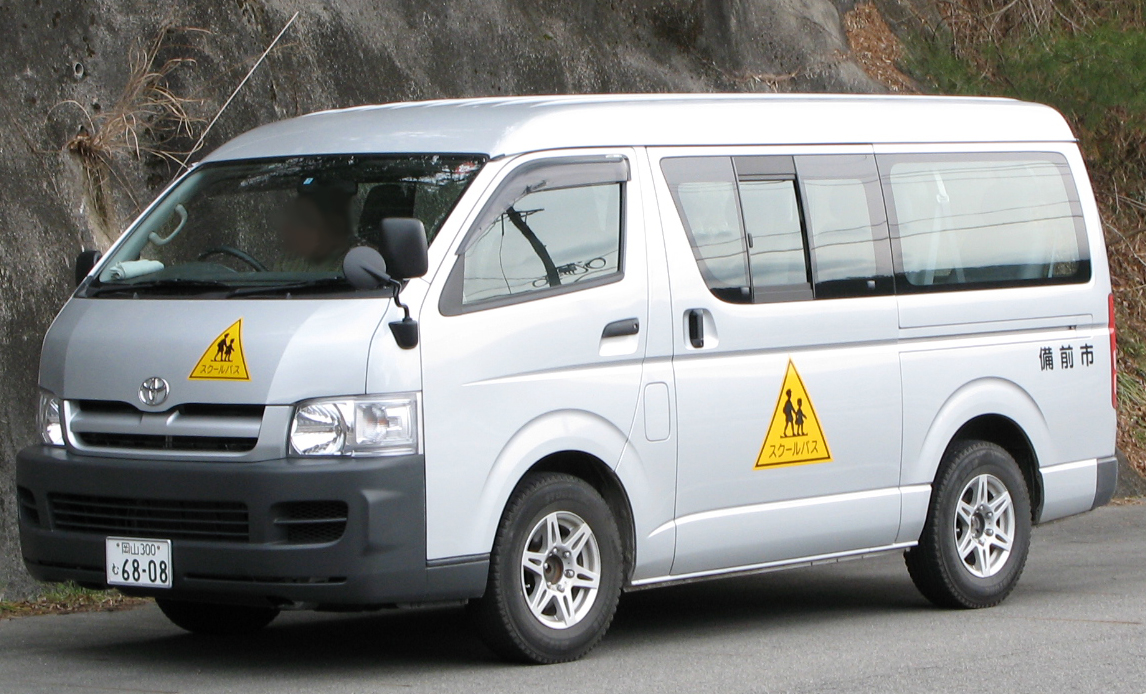
三国東西線の車両（2008年当時）

- 廃止統合前、和意谷線は24人乗りのマイクロバス、三国東西線は10人乗りのワゴン車（トヨタ・ハイエース）を使用していた。[3]